# نجم قذيفي

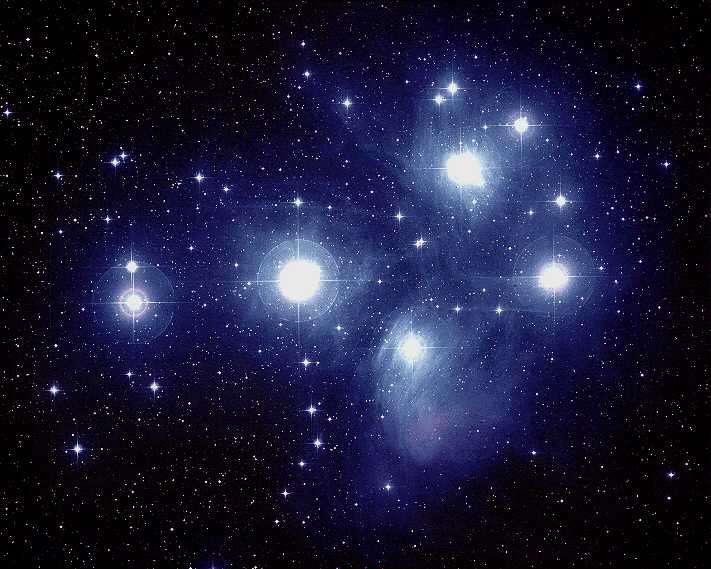
يصنف نجم بلييوني كنجم قذيفي.

النجوم القذيفية هي نجوم متغيرة ذات أغلفة جوية تمتد غلى مسافات بعيده, ويتضح لنا هذا الغلاف الجوي مما يظهر في طيف هذه النجوم من خطوط انبعاث طيفيه في منتصفها خطوط امتصاص ضيقة جداً, ومن المحتمل أن يكون الغلاف الغازي قد نشأ نتيجة الدوران السريع للنجم, الشيء الذي يؤدي إلى عدم إستقرار في المناطق الاستوائية للنجم وبذلك تسرع المادة إلى الخارج مكونة للغلاف الجوي.

## المصدر
- الموسوعة الفلكية